# 兽医

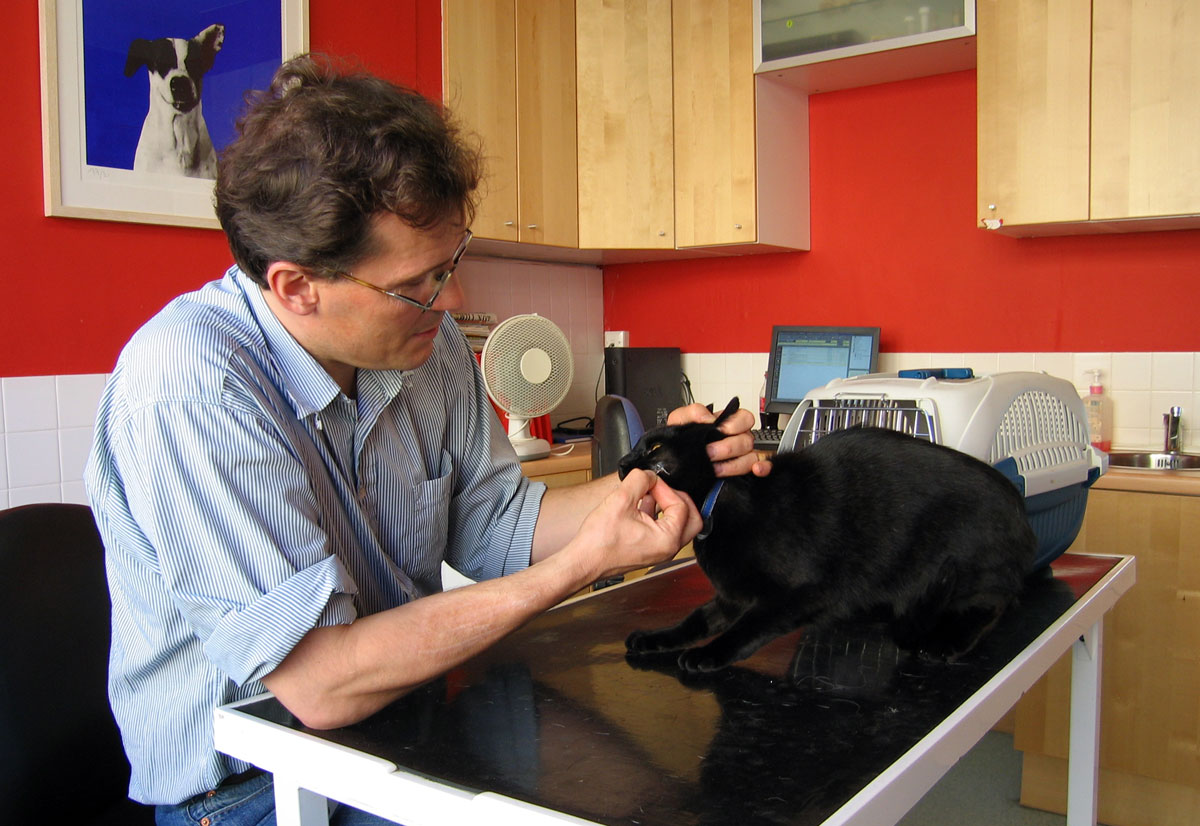
兽医正為小貓臉上除去仙人掌的針。

兽医是给动物治疗疾病的医生。一般分為「小型動物」和「大型動物」兩大派系。除了以藥物進行內科治療之外，也可以以外科手術進行醫療或其他服務，如兽医通常还会阉割动物或替动物去勢，在某些國家中还會替动物切除声带及去味等。
獸醫通常分為兩種。一種是畜牧業獸醫，專門為畜養的家畜，比如豬，牛，雞治療疾病。另一種是近年興起的寵物獸醫，專門為個人飼養的寵物比如貓和狗治療疾病。但因人與動物因經濟開發需要而接觸頻度上升，獸醫服務範圍相形擴大，因此有所謂專科醫生的出現，如在動物園服務的野生動物醫生；因公共衛生部門也開始需要大量的獸醫進行疾病調查，畜產品檢驗與把關，也有所謂的屠體衛生檢驗獸醫或公共衛生獸醫官等等。
一般的獸醫需要修讀微生物病原與動物疾病、獸醫病理學與疾病診斷、公共衛生與獸醫學、水生動物與獸醫學、內科學、外科學、麻醉學、化學、組織學、解剖學、免疫學、寄生蟲學、遺傳學、藥理學、禽病學、牛病學、豬病學、小動物疾病學等，並要多年的診療實習，執業期間要顧及法規與倫理。

## 研究及就業領域

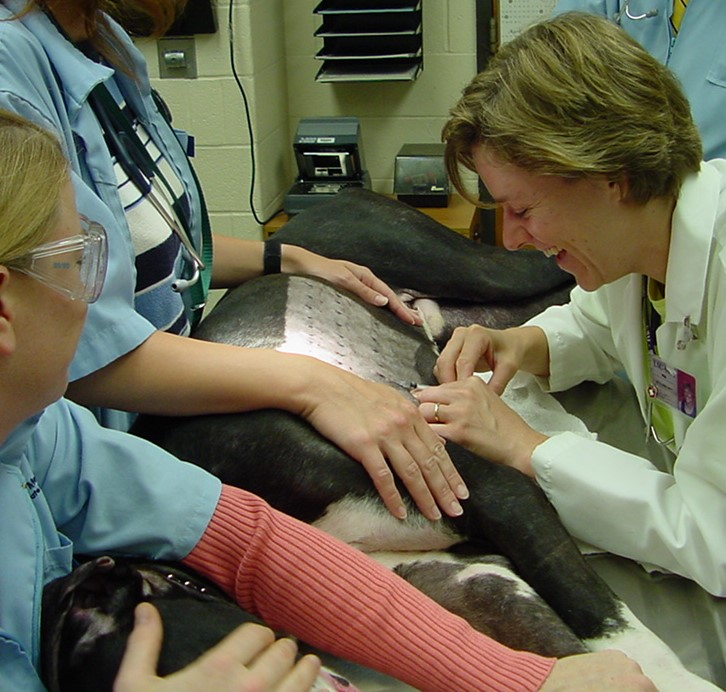

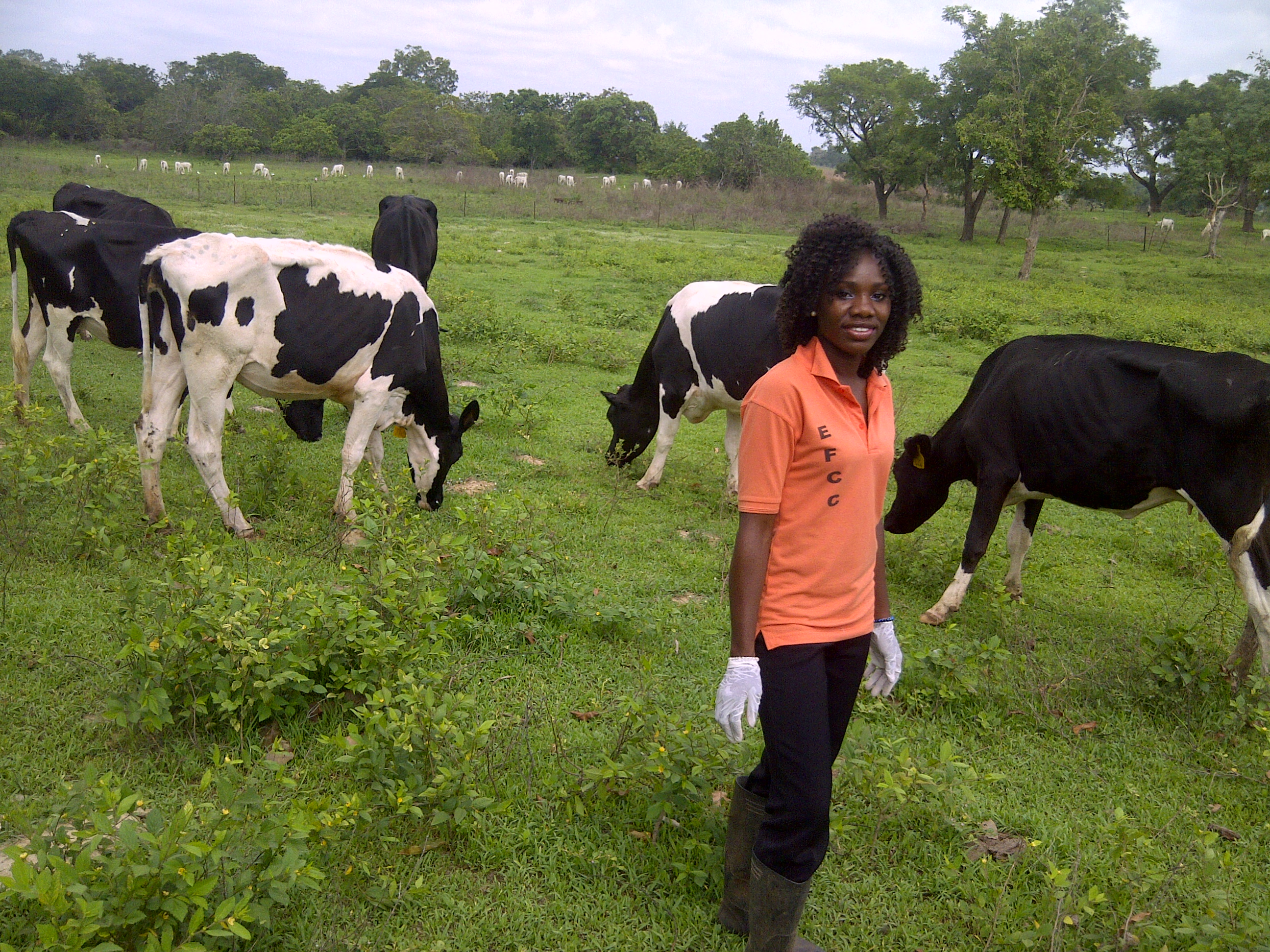

獸醫畢業生可以從事領域相當廣泛，從大小動物臨床，到基礎研究，及公共衛生領域均有獸醫師參與。

## 法律法規

### 臺灣
獸醫師受《獸醫師法》規管。

### 澳門
獸醫受第4/2023號法律《動物診療及商業業務法》規管。

### 香港
獸醫受香港法例第529章《獸醫註冊條例》規管。

### 中國大陸
執業獸醫受《中華人民共和國動物防疫法》和《執業獸醫和鄉村獸醫管理辦法》規管。

### 巴基斯坦
獸醫受《1996年巴基斯坦獸醫委員會法》規管。

### 印度
獸醫受《1984年印度獸醫委員會法》規管。

### 馬來西亞
獸醫受《1974年獸醫法令》規管。

### 新加坡
獸醫受《1965年動物與禽鳥法令》規管。

### 泰國
獸醫受《2002年獸醫專業法》規管。

### 菲律賓
獸醫受《2004年菲律賓獸醫法》規管。

### 越南
獸醫受《獸醫法》（No.79/2015/QH13）規管。

### 英國
獸醫受《1966年獸醫法》規管。

### 愛爾蘭共和國
獸醫受《2005年獸醫執業法》規管。

### 馬爾他
獸醫受《獸醫服務法》（第437章）規管。

### 新西蘭
獸醫受《2005年獸醫法》規管。

### 南非
獸醫受《1982年獸醫及輔助獸醫專業法》規管。

### 巴哈馬
獸醫受《獸醫法》（第245章）規管。

### 百慕達
獸醫受《2008年獸醫執業者法》規管。

### 開曼群島
獸醫受1978年第5號法律《獸醫法》規管。

### 曼島
獸醫受《2005年獸醫法》規管。

### 肯尼亞
獸醫受《2011年獸醫及獸醫輔助專業人員法》規管。

### 日本
獸醫師受獸醫師法規管。

### 韓國
獸醫師受《獸醫師法》（韓語：수의사법）規管。

### 法國
獸醫受獸醫法令規管。

### 德國
獸醫受聯邦獸醫法規管。

### 荷蘭
獸醫受《動物法》（荷蘭語：Wet dieren）規管。

### 挪威
獸醫受《獸醫及動物衛生人員法》（挪威語：Lov om veterinærer og annet dyrehelsepersonell）規管。

### 丹麥
獸醫受《獸醫法》規管。